# Wysoczyzna Świecka
Wysoczyzna Świecka lub Równina Świecka (314.73) – mezoregion fizycznogeograficzny w północnej Polsce, w południowo-wschodniej części Pojezierza Południowopomorskiego.

## Położenie
Wysoczyzna Świecka graniczy:
- od północy z Borami Tucholskimi (314.71),
- od zachodu z Doliną Brdy (314.72),
- od południa z Kotliną Toruńską (315.25),
- od wschodu z Doliną Fordońską (314.83).

Mezoregion leży w całości w obrębie woj. kujawsko-pomorskiego. Jego powierzchnia wynosi 1171 km².

## Charakterystyka

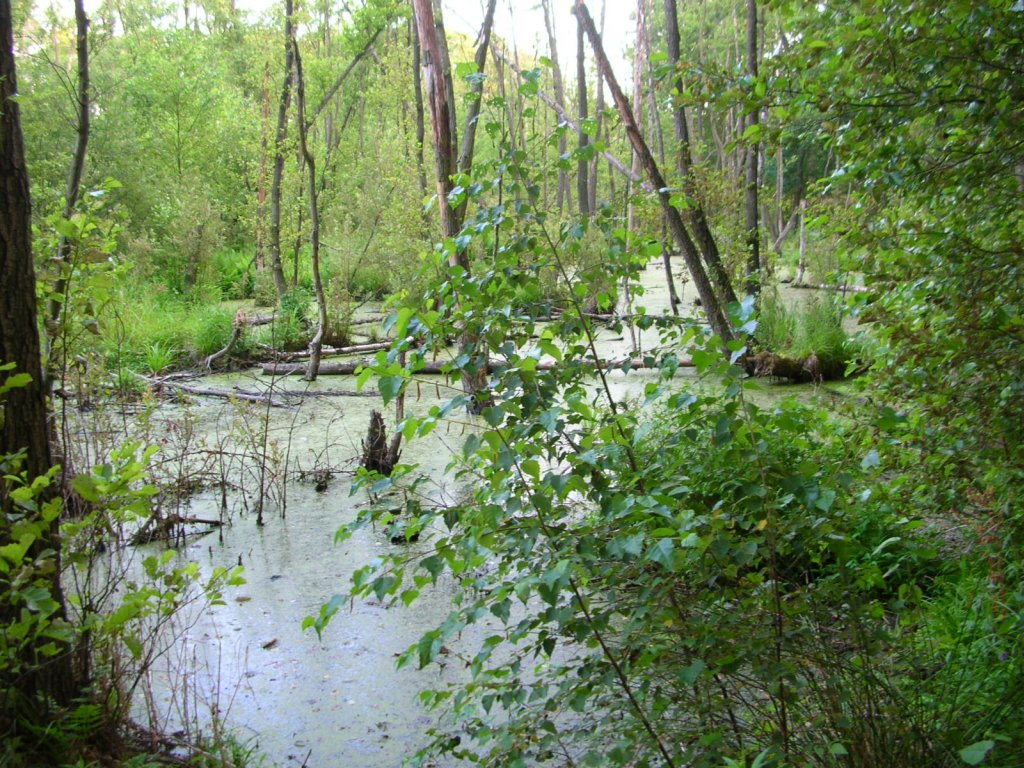
Rezerwat przyrody Augustowo

Dominujący typ krajobrazu naturalnego Wysoczyzny Świeckiej stanowi młodoglacjalny krajobraz równin i wzniesień morenowych, a miejscami sandrowy pojezierny.

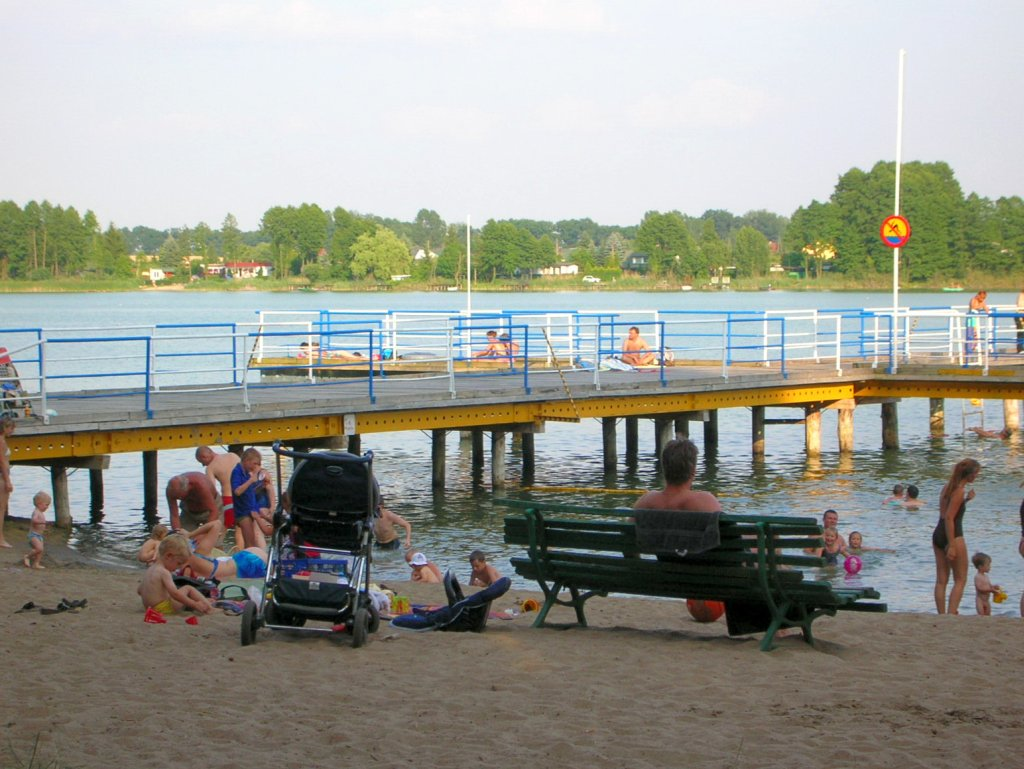
Plaża nad jeziorem Borówno

Mezoregion jest płaską, a miejscami falistą wysoczyzną morenową, z rozległymi płytkimi obniżeniami wytopiskowymi z wysokim poziomem wód podziemnych. Położona jest na wysokości 120 m n.p.m. na północy i obniża się do 90–100 m n.p.m. w części południowej.
Wysoczyznę rozcina dolny bieg Wdy, której dolina stanowiła jeden z kilku szlaków odpływu fluwioglacjalnego w fazie pomorskiej zlodowacenia bałtyckiego. Oddziela ona wschodnią część wysoczyzny w okolicach Laskowic.
Dolina dolnej Wdy ma około 30 km długości i 3 do 4 km szerokości. Rzekę w jej dolnym biegu wykorzystano na potrzeby energetyki budując zapory i elektrownie wodne w Żurze (powierzchnia zalewu 5 km², długość cofki 8 km) i mniejszą w Gródku.
Miąższość osadów czwartorzędowych na Wysoczyźnie Świeckiej waha się od 30 do 60 m. Są to 2-4 pokłady glin morenowych stadiałów ostatniego zlodowacenia (leszczyński, poznański) oraz osadów interstadialnych (piaski, żwiry, mułki. rzadziej iły). Miąższość serii gliniastych wynosi przeciętnie 5–7 m i maksymalnie dochodzi do 22–24 m. Serie osadów interstadialnych mają również zmienną miąższość i maksymalnie osiągają 25 m. Zróżnicowanie wewnętrzne mezoregionu związane jest z typami deglacjacji i ewolucją krajobrazu w późnym glacjale i na początku holocenu.
Mezoregion urozmaicony jest niewielkimi morenowymi wzgórzami i dolinami. Wzbogacają go mozaikowo występujące pośród pól i łąk lasy, a także obecność kilkudziesięciu jezior. Do największych akwenów należą: Stelchno (1,5 km², głęb. 10 m) i Cekcyńskie (1,2 km², głęb. 28 m), Borówno (0,5 km², głęb. 14 m), Kusowo i Dobrcz. Jezioro Borówno i kilka innych jest wykorzystywanych turystycznie.
Na wysoczyźnie dobrze rozwinięta jest gospodarka rolna, czemu sprzyjają żyzne brunatnoziemy. Na piaskach, na północy i w dolinie Wdy, występują natomiast ubogie bielicoziemy, zajęte głównie przez lasy.
Obszar przecina kilka szlaków kolejowych: Bydgoszcz-Gdańsk, Bydgoszcz-Gdynia, Chojnice-Grudziądz oraz Złotów-Terespol Pomorski.
Na wschodnim skraju Wysoczyzny, na granicy z Doliną Fordońską, znajduje się miasto Świecie, od którego pochodzi nazwa mezoregionu.
W południowej części regionu wyróżniono mikroregiony:
- Zbocze Fordońskie (314.731).
- Wysoczyzna Osielska (314.732),
- Wysoczyzna Strzelecka (314.733).

## Ochrona przyrody
Południowa część mezoregionu (Zbocze Fordońskie), którą stanowi strefa krawędziowa Pradoliny Toruńsko-Eberswaldzkiej, objęta jest Nadwiślańskim Parkiem Krajobrazowym. Podobnie jest w przypadku części wschodniej przylegającej do Doliny Fordońskiej. Południowe obrzeża mezoregionu graniczą ponadto z Obszarem Chronionego Krajobrazu Północnego Pasa Rekreacyjnego Miasta Bydgoszczy, zachodnie z Obszarem Chronionego Krajobrazu Zalewu Koronowskiego, a wschodnie z Nadwiślańskim Obszarem Chronionego Krajobrazu.
Mezoregion graniczy również z trzema obszarami Natura 2000: od wschodu z Doliną Dolnej Wisły PLB04003 i Solecką Doliną Wisły PLH04003, a od północy z Borami Tucholskimi PLB220009.
W pobliżu jeziora Borówno znajduje się rezerwat przyrody Augustowo, natomiast większa ich liczba na zboczu Doliny Wisły.